# Брайсгау
Брайсгау — гау (область) на юго-западе современной Германии, между рекой Рейн и предгорьями Шварцвальда. 
В литературе встречается название Брейсгау (Breisgau). Страна Брейсгау сперва принадлежала герцогам Цэрингенским, с 1367 года Австрии, 1801 года герцогу Моденскому, 1810 года Бадену. Сейчас Брайсгау часть государства (земли) Баден-Вюртемберг. Её центром является город Фрайбург-им-Брайсгау. Район Брайсгау-Верхний Шварцвальд, который частично состоит из Брайсгау, назван в честь региона Шварцвальд. Части Брайсгау также относятся к Фрайбург-им-Брайсгау и Эммендингену.

## История
Раньше Брайсгау был известен как Брайзахгау (нем. Breisachgau), означая графство вокруг города Брайзах на восточном берегу Рейна.
Самые ранние исторически засвидетельствованными жителями этого района были кельты. Во времена Римской империи он был частью провинции Верхняя Германия. Но после падения оборонительных линий Limes Germanicus в 260 году местность была заселена алеманнами. Она оставалась частью Алеманнии на протяжении всего раннего средневековья и была буферной зоной между центральными алеманнскими землями и Эльзасом, который не так сильно контролировался алеманнами.
В середине IX века район был маркой (пограничный округ), охранявшей границу с южной Лотарингией и Эльзасом. В 859 году он был подарен Карлу III «Толстому», сыну короля Людовика II, что говорило о его важности. В X веке Брайсгау был графством в составе герцогства Швабия, которым управляла семья Церинген. К XII веку она отделилась от Швабии, основав маркграфство Баден. Герцоги основали в нём Фрайбург, который стал их главным городом.
С XIII/XIV века до 1797 года этот район был частью Передней Австрии, области на юго-западе Германо-римской империи, управляемой австрийскими Габсбургами, мало-помалу присвоившего себе владычество почти над всею страною за исключением незначительной её части, отошедшей к Бадену, так Брайсгау вместе с остальной частью Передней Австрии был передан ими бывшему герцогу Модены, их родственнику, в качестве компенсации за потерю наследственных земель, перешедших французской Цизальпинской республике. В 1805 году по Пресбургскому мирному договору эта территория была передана Великому герцогству Баденскому.

## Границы и территория
Брайсгау включает в себя равнину вокруг реки Рейн, предгорья Шварцвальда и западные склоны южных гор Шварцвальда и холмов Кайзерштуль.
На юге Брайсгау граничит с Маркгрефлерландом, на западе — с Зунтгау (Эльзас, Франция), на востоке — с Шварцвальдом, а на севере — с Ортенау.

## Климат
Климат Брайсгау тёплый; фактически, это самый тёплый регион Германии. Средняя годовая температура составляет 11 градусов по Цельсию, среднее количество осадков — 900 мм.

## Сельское хозяйство
Брайсгау известен своим вином; в нём выращивают фрукты и зерно.

## Города
Безусловно, самый большой город в регионе Брайсгау — Фрайбург. Другие известные города: Бад-Кроцинген, Брайзах, Эммендинген, Эндинген, Кенцинген, Нойенбург, Штауфен и Вальдкирх.
Самая известная гора — Шауинсланд (1 284 метра).